# اس پونتس دی گارسیا رودریگز
اس پونتس دی گارسیا رودریگز (به اسپانیایی: Puentes de García Rodríguez) یکی از دهستان‌های اسپانیا است که در O Eume واقع شده‌است.

## نگارخانه

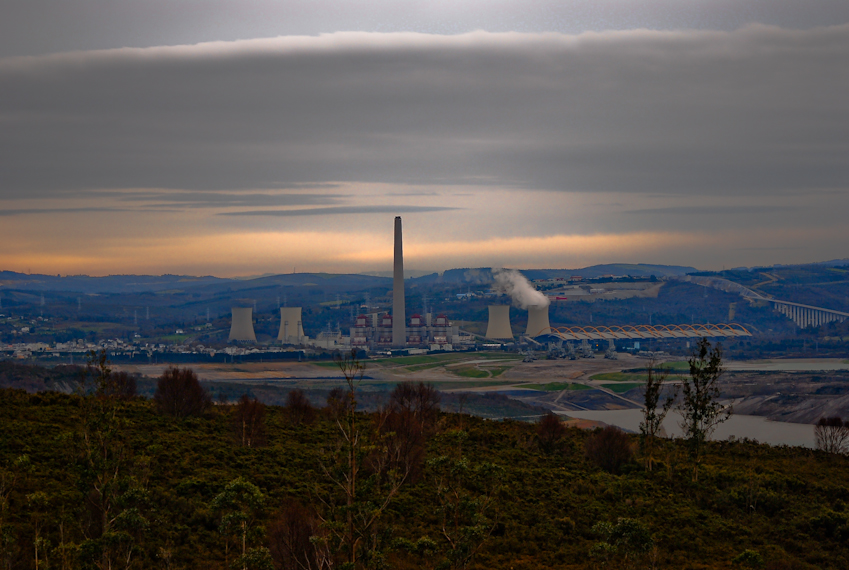
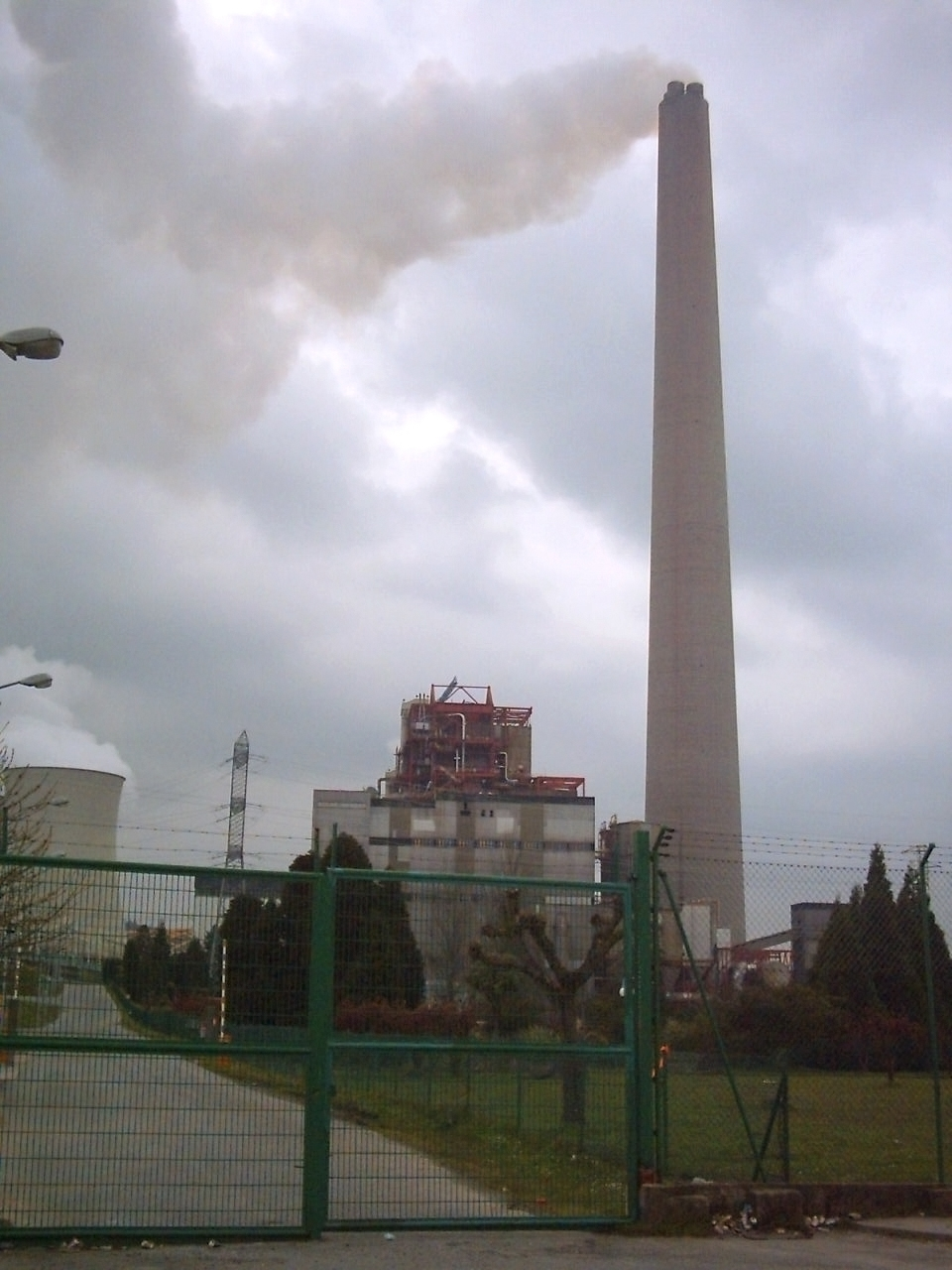
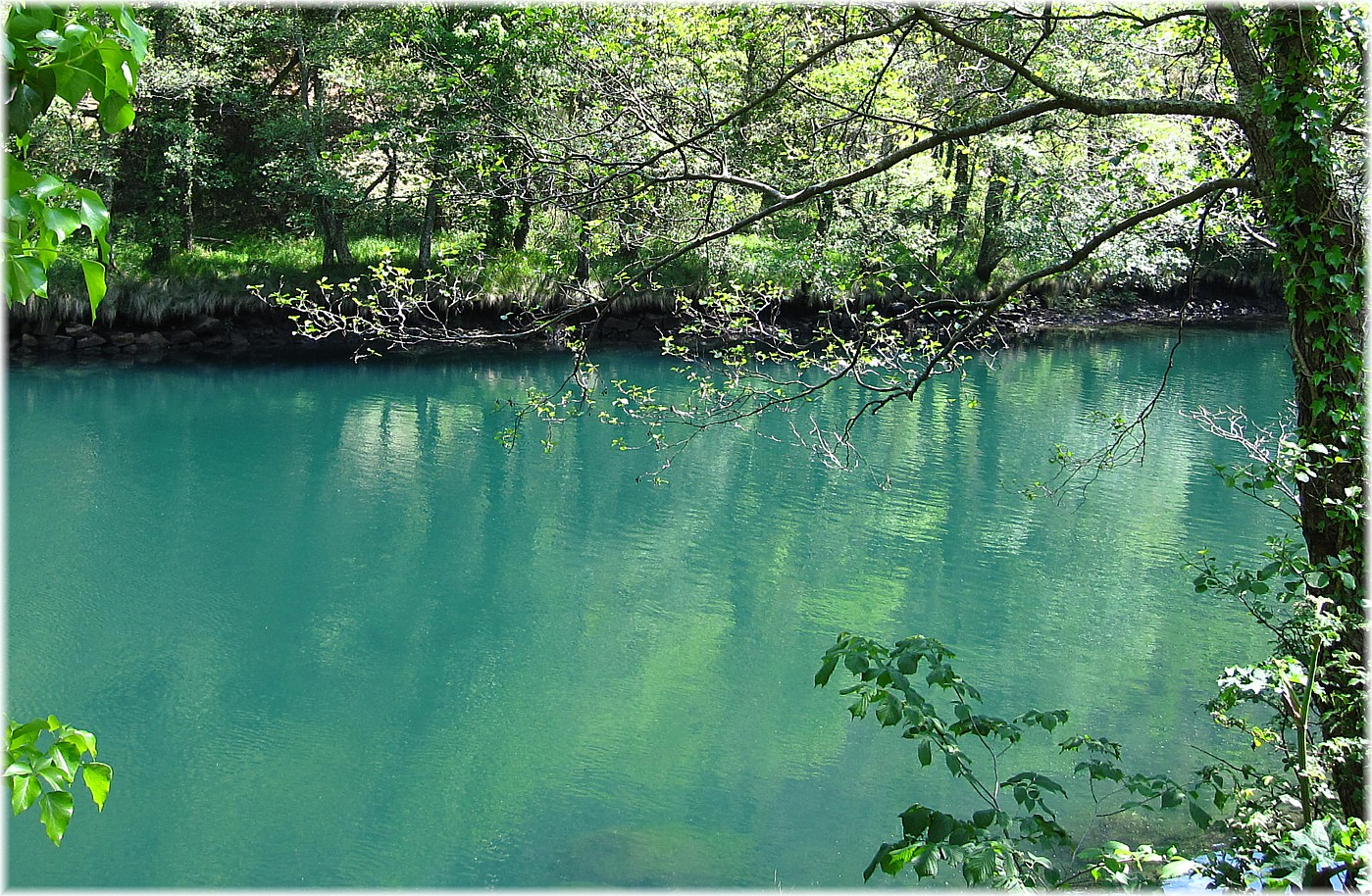
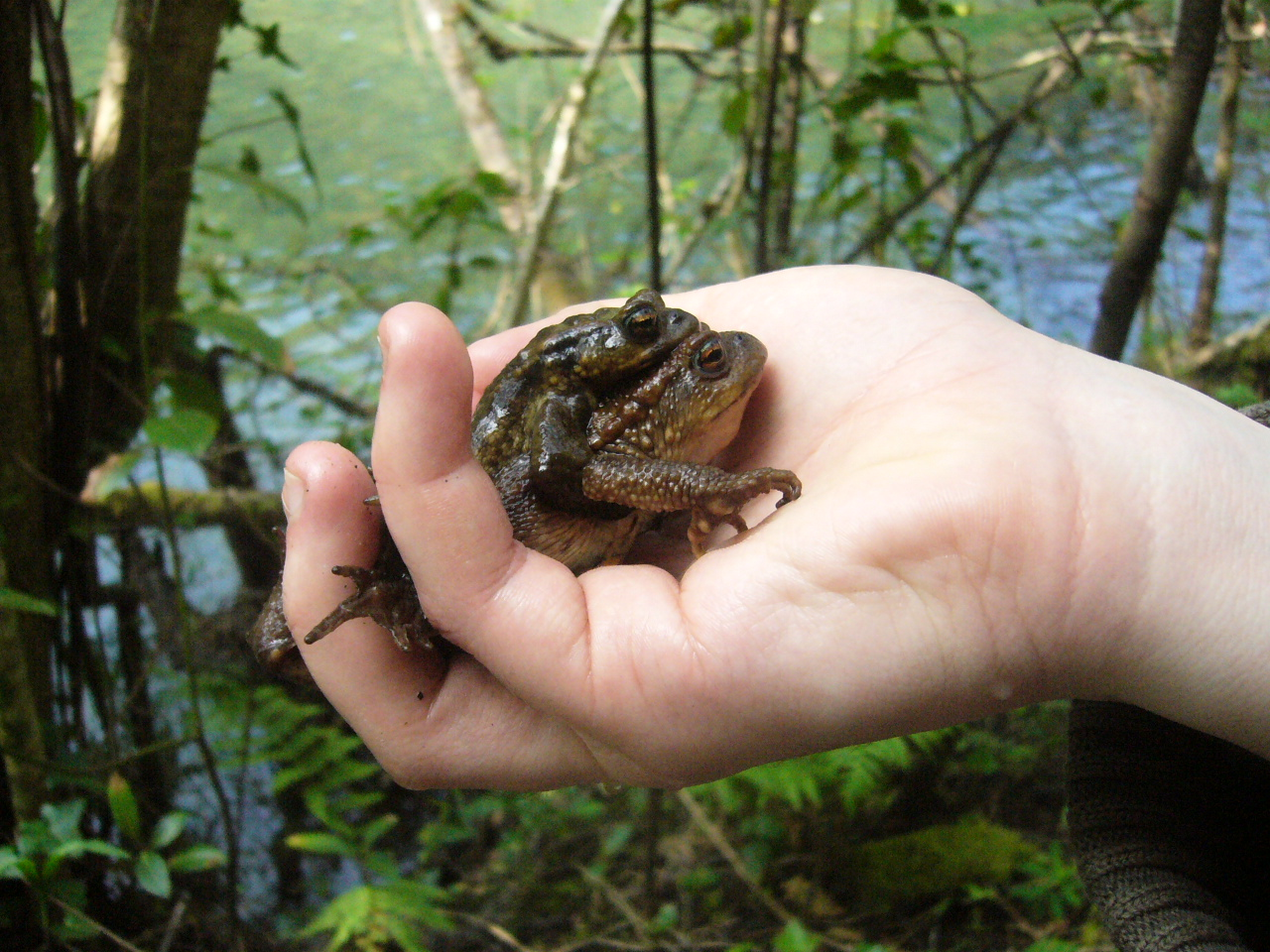

## خصوصیات
اس پونتس دی گارسیا رودریگز ۲۴۹٫۴ کیلومترمربع مساحت و ۱۱٬۳۳۶ نفر جمعیت دارد.